# Polaroid

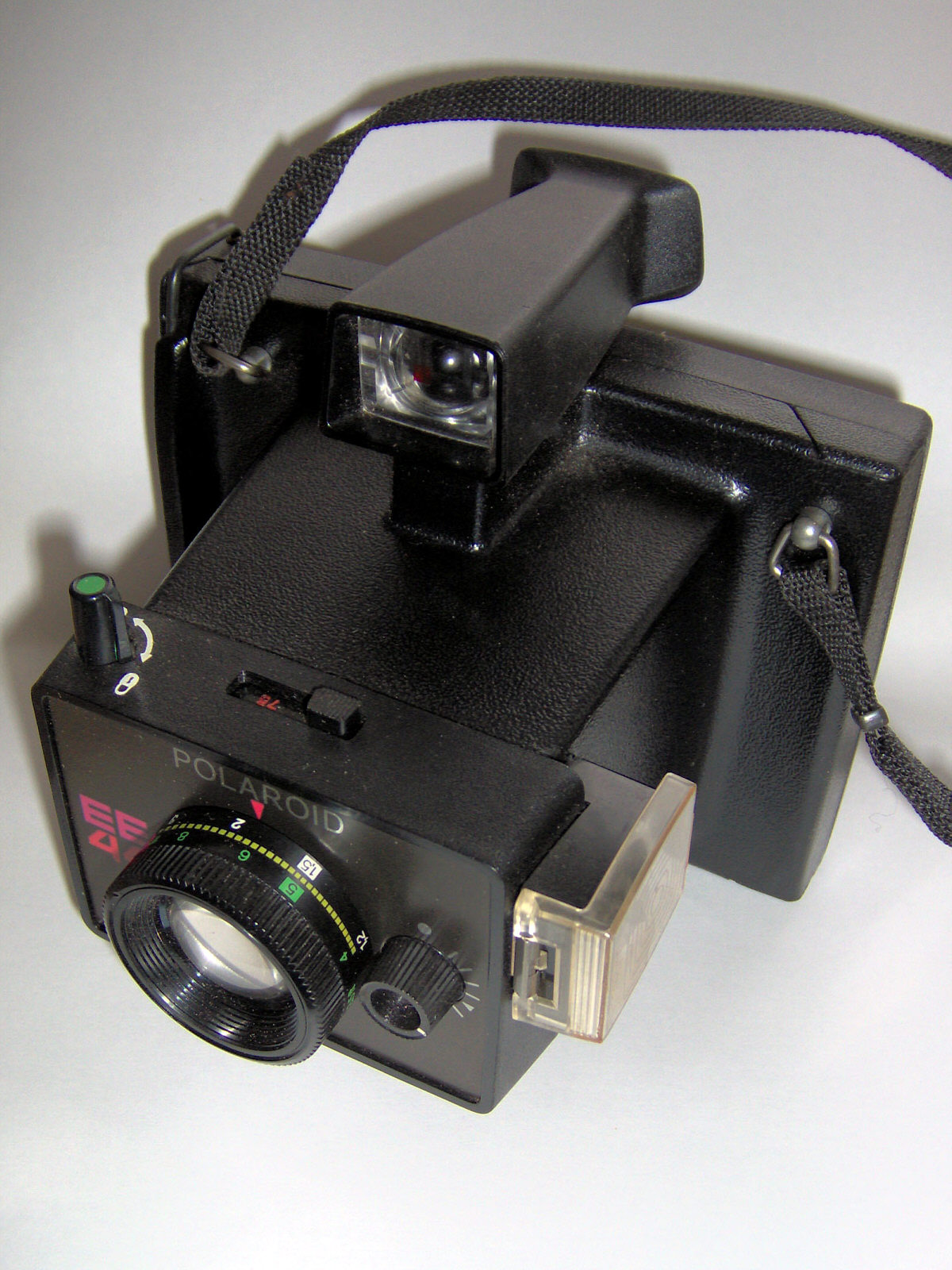
Polaroid Electric Eye 44

Polaroid és una companyia dels Estats Units dedicada a la fabricació i distribució de càmeres i pel·lícula fotogràfica instantània.

## Història
El 1928, la investigació amb materials sensibles a la llum va permetre a un jove inventor americà, Edwin H. Land, evolucionar un sistema de fotografia instàntanea, per mitjà del qual s'obtenia una còpia en paper d'una fotografia presa segons abans. Va desenvolupar el primer filtre polaritzador sintètic.
Després de diversos anys de desenvolupament, el 1932 va fundar els laboratoris Land-Wheelwright, que el 1935 van adoptar la denominació actual de Polaroid.
La comercialització del producte va començar el 1937. Tenia tantes aplicacions que aviat va obtenir un gran èxit, es feia servir fins i tot pels militars, pels quals es va convertir en un important subministrador durant la Segona Guerra Mundial. No obstant això, la seva invenció més important va arribar en temps de pau.
El 1947 va sorprendre el món presentant davant la Societat Òptica Estatunienca la primera fotografia instantània: una càmera que revelava i positivava la imatge en tan sols 60 segons.
Aquest invent es va convertir en la insígnia de l'empresa fins a l'aparició de la fotografia digital.
La primera càmera Polaroid es va vendre el novembre de 1948.

## Intensitat
Quan una Polaroid s'utilitza per a polaritzar una ona, no tota l'ona passa a través de la fulla. La intensitat I de l'ona polaritzada que emergeix és
{\displaystyle I={\frac {1}{2}}I_{0}}
Aquesta equació solament és veritat quan les ones sense polaritzar passen a través d'una Polaroid. Si una ona polaritzada està viatjant en una adreça {\displaystyle {\overrightarrow {E}}}, el component {\displaystyle {\overrightarrow {E}}} del perpendicular a la fulla s'absorbeix, mentre que els components en paral·lel passen a través. En aquest cas, la intensitat I de l'ona que emergeix és: 
{\displaystyle I=I_{0}cos^{2}\theta }
on l'angle està entre {\displaystyle {\overrightarrow {E}}} i el θ polaritzant de la fulla

## Productes
- Polaroid model 95 - la primera càmera instantània.
- la primera pel·lícula per a Raigs X, la Polaroid tipus 1001

## Curiositats
- La cantant Lady Gaga és l'actual directora creativa de la companyia.[2][3]

## Polaroids com a art
Polaroid no només ha estat una empresa, sinó que aquesta mateixa va acabar donant nom a la fotografia instantània com a tal. Alguns fotògrafs van dedicar part de la seva obra a aquest tipus de fotografia, i entre ells els més destacables podrien ser:
- Ansel Adams, famós pels seus impressionants paisatges en blanc i negre i per crear el revolucionari sistema de zones. Adams va començar a col·laborar amb Polaroid com a consultor al 1948 posant a prova diferents equips i emulsions. Des de llavors mai va deixar de fer servir la pel·lícula instantània, tot i estar molt lluny del seu pacient i perfeccionista mètode de treball habitual.
- Walker Evans, pare de la fotografia documental i cronista de la Gran Depressió dels EUA, Evans ha estat un dels més rellevants fotògrafs de la història. Al 1973 va rebre un subministrament il·limitat de pel·lícula Polaroid i va realitzar més de 2.500 instantànies en aquest format. Tot i això, sempre va tenir un cert recel cap aquest tipus de fotografia, i considerava que només un fotògraf experimentat seria capaç d'obtenir bons resultats. "Ningú hauria de tocar una Polaroid abans de complir els 60", va afirmar en una ocasió.
- David Hockney, pintor, projeccionista, escenògraf, impressor i fotògraf, és considerat un dels artistes britànics més influents del s.XX i un dels màxims exponents del Pop Art. A principis dels 80 va començar a crear el que ell anomenava com "joiners". A partir de desenes de Polaroids, l'artista fragmenta la realitat en trossos i després reordena oferint diferents punts de vista i perspectives, creant així una espècie de cubisme fotogràfic.
- Christopher Makos, l'americà que va descobrir la seva passió per la fotografia a París, a través de Man Ray. Quan va tronar a EUA va començar a treballar amb Andy Warhol, que el va arribar a qualificar com "el fotògraf més modern dels Estats Units". Sempre va ser un enamorat de les càmeres Polaroid, que utilitzava sense descans per a retratar a les personalitats neoyorkines dels 70. es diu que va ser el propi fotògraf que va ensenyar a Warhol a fer servir la Polaroid SX-70.
- Andy Warhol, gràcies a les ensenyances de l'anterior es va convertir en un autèntic fan de les càmeres Polaroid, i no es va separar d'elles en els següents 30 anys. Per la seva càmera van passar tota mena de celebritats, però en realitat ell feia servir la fotografia com a mitjà per a narrar el seu dia a dia (com moltes persones fan amb Instagram avui dia).
- Helmut Newton, que era un fotògraf amb un estil propi i perfectament reconeixible, amb fotografies carregades de glamur i erotisme que van omplir moltes portades de moda. Newton utilitzava habitualment una càmera Polaroid per a realitzar proves abans de fer la captura definitiva, una pràctica molt habitual abans que les càmeres portessin pantalla LCD. Aquelles proves, plantejades com un tràmit, transmeten a la perfecció l'essència de la fotografia i han acabat recopilades en un llibre.
- Miles Aldridge, nascut a Londres i col·laborador habitual de publicacions com The New York Time Magazine, GQ o The New Yorker, va realitzar una mostra titulada "Please return Polaroid" amb algunes de les seves eròtiques i cromàtiques fotografies realitzades amb càmeres Polaroid.
- Andréi Tarkovsky, un dels cineastes russos més importants de la història, que, com molts altres directors de cine de la seva generació va utilitzar activament les càmeres instantànies per a triar localitzacions de rodatge i per a fer proves de punts de vista i enquadraments. Aquestes instantànies mostren a la perfecció la capacitat compositiva del realitzador rus, i el seu gust pels paisatges tristos i melancòlics, la llum tènue i els records difusos.
- Phillip-Lorca diCorcia, era part del realisme documental de Robert Frank i Garry Winogrand per a acabar creant fotografies teatrals curosament planificades i carregades d'èpica cinematogràfica. Mostrava un perfeccionisme gairebé neuròtic a cada fotografia, i això el va portar a utilitzar de manera sistemàtica càmeres Polaroid per mesurar la llum i ajustar l'enquadrament, un hàbit que ha servit per a crear una espècie de making of de la seva obra.
- Robert Mapplethorpe, un dels nomes més controvèrsics de la història de la fotografia, també es va apuntar a la moda de la fotografia instantània als inicis de la seva trajectòria artística. Aquestes imatges han quedat recopilades al llibre Robert Mapplethorpe: Polaroids de Sylvia Wolf i mosten els primers passos de l'autor experimentant amb l'erotisme i el sexe, les natures mortes i els autorretrats.
- Edo Bertoglio, que es va dedicar a documentar la seva vida a Nova York amb una càmera instantània. Durant el procés va aconseguir capturar estrelles del rock, noves estrelles i també personatges de la Factory de Warhol a moltes instantànies.
- Maripol, una artista francesa que va influenciar el look d'algunes artistes posteriors que també està al punt de mira com a fotògraf sol·licitada, les captures de la qual són col·leccionades per museus i galeries.[5]
- Nobuyoshi Araki, un fotògraf contemporani japonès que tracta temes subversius a les seves fotografies, en particular e kinbaku ("bondage" estil japonès).[5]